# Gloria Mange
Gloria Mange Figueroa (Ciudad Obregón, Sonora, 18 de junio de 1931-Ciudad de México, 8 de julio de 2023), fue una actriz mexicana, recordada por su papel en la película Si yo fuera diputado... (1952) junto al actor cómico Mario Moreno "Cantinflas".

## Biografía y carrera
Gloria Mange, nació en Ciudad Obregón, Sonora, México en 1931. Inició su carrera en el cine mexicano en 1949 en la película "La Vida en Broma" al lado de Antonio Aguilar. Filmó un total de 22 películas y en 1953 filmó su última cinta al lado de Joaquín Pardavé: El casto Susano. Su carrera solo duró 4 años y filmó un promedio de 5 películas por año. Todo indicaba que sería una carrera muy prometedora, y tuvo la oportunidad de trabajar al lado de las mejores estrellas del momento, como Mario Moreno "Cantinflas", Germán Valdés "Tin Tan", Joaquín Pardavé, Fernando Soler, Emilio Tuero. Con el ídolo Pedro Infante apareció en ¿Qué te ha dado esa mujer?, donde hace el personaje de Ruth, novia de Pedro, que sin duda es una de sus actuaciones más recordadas. A esta siguió Si yo fuera diputado..., donde compartió buenas relaciones amistosas con Mario Moreno "Cantinflas". Es recordada en películas muy consentidas por el público, como Salón de belleza, Del can-can al mambo, El mariachi desconocido, Mi querido capitán, Doña Diabla, Nosotras, las taquígrafas y Una mujer decente. Nunca se supo cual fue el motivo de haberse retirado del cine cuando empezaba a ser conocida por sus actuaciones en el celuloide, aunque se hace referencia que fue debido a su matrimonio. Su última actuación fue con el actor Joaquín Pardave.

### Muerte
El 8 de julio de 2023, Mange falleció en Ciudad de México a los 92 años de edad.

## Filmografía
- 1954, El casto Susano como Marta
- 1953, Sueños de gloria como Coque
- 1953, El mariachi desconocido como Yolanda
- 1953, Doña Mariquita de mi corazón como Marisa
- 1952, Vuelve el lobo
- 1952, Vive como sea como Luisita
- 1952, Si yo fuera diputado... como Sarita, sobrina de Don Juan.
- 1951, ¿Qué te ha dado esa mujer? como Ruth
- 1951, Salón de belleza como Rosa Luz
- 1951, Del can-can al mambo como amiga de Martha, estudiante.
- 1951, Especialista en señoras como Esperanza
- 1951, Recién casados... no molestar como amiga de Catalina (sin acreditar).
- 1951, La hija de la otra como amiga de Mercedes (sin acreditar)
- 1951, La reina del mambo
- 1950, Nosotras, las taquígrafas como Gloria
- 1950, Mi querido capitán
- 1950, Primero soy mexicano como Sarita (sin acreditar)
- 1950, Una mujer decente como Margarita
- 1950, El amor no es negocio como secretaria (sin acreditar)
- 1950, Médico de guardia como enfermera (sin acreditar)
- 1950, Nuestras vidas
- 1950, Doña Diabla como Gloria Mange, vendedora de cigarros.
- 1949, La vida en broma  como Clementina